# Глубокский район
Глубо́кский райо́н (бел. Глыбоцкі раён) — административная единица в Витебской области Республики Беларусь. Административный центр — город Глубокое.
Численность населения — 32 870 человек (на 1 января 2025 года).

## Административное устройство
В районе 13 сельсоветов:
- Голубичский
- Залесский
- Зябковский
- Коробовский
- Ломашевский
- Обрубский
- Озерецкий
- Плисский
- Подсвильский
- Прозорокский
- Псуевский
- Уделовский
- Узречский

## География
Территория — 1800 км². Крупнейшее озеро — Шо. Из болот — самое большое Журавлёвское. В районе озера Шо, по одной из версий, находится географический центр Европы. В Глубокском районе находится самое глубокое озеро Беларуси Долгое — глубиной 53,7 метра. По территории района протекает река Огурневка.
Глубокский район граничит с Поставским районом на западе, Шарковщинским районом на севере, Миорским и Полоцким районами на северо-востоке, Ушачским районом на востоке, Докшицким районом на юге.

## История
Глубокский район образован Указом Президиума Верховного Совета СССР от 15 января 1940 года как административная единица Вилейской области. В состав района вошли город Глубокое, Глубокская и часть Залесской волости Дисненского уезда. Территория района составила 592 км² с населением 35 099 человек (в Глубоком — 9650).
2 июля 1941 года Глубокое было оккупировано немецкими войсками и преобразовано в центр округа рейхскомиссариата Остланд. Здесь размещались управа округа, немецкий гарнизон, армейские склады. Оккупанты создали в Глубоком еврейское гетто, которое уничтожили в 1943 году. В районе Березвечья размещался лагерь смерти (шталаг № 351), его жертвами стали свыше 27 тыс. советских и итальянских военнопленных.
3 июля 1944 года советские войска освободили город Глубокое. Согласно новому административному разделу (с 20 сентября 1944 года), территория Глубокского района стала единицей Полоцкой области.
8 января 1954 года проведена административно-территориальная реформа, согласно которой Глубокский и Плисcкий районы стали частью Молодечненской области.
С 20 января 1960 года район — в составе Витебской области. В тот же день был упразднён Дуниловичский район и его территория (8 сельсоветов) передана в состав Глубокского района.
25 декабря 1962 года были упразднены Докшицкий и Плисский районы. В состав образованного Глубокского района переданы Докшицкий район; городской посёлок Подсвилье с подчинёнными поселковому Совету населёнными пунктами, Голубичский, Зябковский, Плисский, Псуевский сельсоветы и населённые пункты: Амельково, Бортники, Волково, Гиньки, Гончары, Горани, Гришково, Домаши, Драбовщина, Закревщина, Карчи-1, Круковщина, Луговые, Ойчизна, Протасы Круковские, Погорельщина, Семково, Старинки, Синявщина, Струи, Соино, Серпути, Филиппово и Шерстни Дворновского сельсовета Плисского района. В тот же день 5 сельсоветов на западе Глубокского района были переданы Поставскому району. 6 января 1965 года был воссоздан Докшицкий район, которому были переданы 9 сельсоветов.
12 февраля 1965 года были пересмотрены границы Глубокского и Миорского районов: из состава последнего было передано в Глубокский район 4 сельсовета, 30 июля 1966 года 2 из этих сельсоветов были переданы повторно образованному Шарковщинскому району.
20 октября 1995 года административные единицы Глубокский район и город Глубокое, имеющие общий административный центр, объединены в одну административную единицу — Глубокский район.
Решением Глубокского районного Совета депутатов от 16 июля 2020 года утвержден официальный природный символ Глубокского района — Скворец обыкновенный.

## Геральдика
Герб и флаг учреждены Указом Президента Республики Беларусь от 20 января 2006 года № 36 и зарегистрированы в Государственном геральдическом регистре Республики Беларусь 6 февраля 2006 года № Б-56 и № Б-57. Одобрены Глубокским районным исполнительным комитетом 16 апреля 2003 года № 01-4/342.

## Демография
Численность населения — 32 870 человек (на 1 января 2025 года), в том числе городское — 19 455 человек (Глубокое — 17 807 человек, Подсвилье — 1 648 человек), сельское — 13 415 человек.
Население района составляет 33 627 человек (на 1 января 2023 года), в том числе в городских условиях — 19 434 человек (Глубокое — 17 707 человек, Подсвилье — 1 727 человек), в сельских условиях — 14 193 человек.
| Численность населения | Численность населения | Численность населения | Численность населения | Численность населения | Численность населения | Численность населения | Численность населения | Численность населения |
| 1970                  | 1979                  | 1989                  | 1996                  | 2001                  | 2002                  | 2003                  | 2004                  | 2005                  |
| --------------------- | --------------------- | --------------------- | --------------------- | --------------------- | --------------------- | --------------------- | --------------------- | --------------------- |
| 60 513                | ▼56 553               | ▼51 657               | ▲51 908               | ▼48 465               | ▼47 546               | ▼46 718               | ▼45 783               | ▼44 885               |
| 2006                  | 2007                  | 2008                  | 2009                  | 2010                  | 2011                  | 2012                  | 2013                  | 2014                  |
| ▼43 969               | ▼43 144               | ▼42 288               | ▼41 529               | ▼40 880               | ▼40 157               | ▼39 263               | ▼38 666               | ▼38 100               |
| 2015                  | 2016                  | 2017                  | 2018                  | 2019                  | 2020                  | 2021                  | 2022                  | 2023                  |
| ▼37 615               | ▼37 073               | ▼36 465               | ▼35 991               | ▼35 422               | ▼35 177               | ▼34 716               |                       | ▼33 627               |
| 2024                  | 2025                  |                       |                       |                       |                       |                       |                       |                       |
|                       | ▼32 870               |                       |                       |                       |                       |                       |                       |                       |

| Национальный состав по переписи 2019 года                                               | Национальный состав по переписи 2019 года | Национальный состав по переписи 2019 года | Национальный состав по переписи 2019 года | Национальный состав по переписи 2019 года | Национальный состав по переписи 2019 года | Национальный состав по переписи 2019 года | Национальный состав по переписи 2019 года | Национальный состав по переписи 2019 года | Национальный состав по переписи 2019 года | Национальный состав по переписи 2019 года | Национальный состав по переписи 2019 года | Национальный состав по переписи 2019 года | Национальный состав по переписи 2019 года | Национальный состав по переписи 2019 года |
| Всего (2019)                                                                            | белорусы                                  | белорусы                                  | русские                                   | русские                                   | поляки                                    | поляки                                    | украинцы                                  | украинцы                                  | цыгане                                    | цыгане                                    | татары                                    | татары                                    | молдаване                                 | молдаване                                 |
| --------------------------------------------------------------------------------------- | ----------------------------------------- | ----------------------------------------- | ----------------------------------------- | ----------------------------------------- | ----------------------------------------- | ----------------------------------------- | ----------------------------------------- | ----------------------------------------- | ----------------------------------------- | ----------------------------------------- | ----------------------------------------- | ----------------------------------------- | ----------------------------------------- | ----------------------------------------- |
| 35 233                                                                                  | 32 380                                    | 91,9 %                                    | 1205                                      | 3,42 %                                    | 809                                       | 2,3 %                                     | 522                                       | 1,48 %                                    | 57                                        | 0,16 %                                    | 33                                        | 0,09 %                                    | 15                                        | 0,04 %                                    |
|                                                                                         |                                           |                                           |                                           |                                           |                                           |                                           |                                           |                                           |                                           |                                           |                                           |                                           |                                           |                                           |
| Национальный состав по переписи 2009 года                                               |                                           |                                           |                                           |                                           |                                           |                                           |                                           |                                           |                                           |                                           |                                           |                                           |                                           |                                           |
|                                                                                         | белорусы                                  | белорусы                                  | русские                                   | русские                                   | поляки                                    | поляки                                    | украинцы                                  | украинцы                                  | татары                                    | татары                                    | латыши                                    | латыши                                    | литовцы                                   | литовцы                                   |
| Всего                                                                                   | 38 380                                    | 93,51 %                                   | 1313                                      | 3,2 %                                     | 923                                       | 2,25 %                                    | 197                                       | 0,48 %                                    | 55                                        | 0,13 %                                    | 22                                        | 0,05 %                                    | 21                                        | 0,05 %                                    |
| городское                                                                               | 18 977                                    | 93,24 %                                   | 795                                       | 3,91 %                                    | 330                                       | 1,62 %                                    | 111                                       | 0,55 %                                    | 42                                        | 0,21 %                                    | 10                                        | 0,05 %                                    | 14                                        | 0,07 %                                    |
| сельское                                                                                | 19 403                                    | 93,78 %                                   | 518                                       | 2,5 %                                     | 593                                       | 2,87 %                                    | 86                                        | 0,42 %                                    | 13                                        | 0,06 %                                    | 12                                        | 0,06 %                                    | 7                                         | 0,03 %                                    |
|                                                                                         |                                           |                                           |                                           |                                           |                                           |                                           |                                           |                                           |                                           |                                           |                                           |                                           |                                           |                                           |
| Национальный состав по переписи 1959 года (всего — 60 345) (без учёта Плисского района) |                                           |                                           |                                           |                                           |                                           |                                           |                                           |                                           |                                           |                                           |                                           |                                           |                                           |                                           |
|                                                                                         | белорусы                                  | белорусы                                  | поляки                                    | поляки                                    | русские                                   | русские                                   | украинцы                                  | украинцы                                  | татары                                    | татары                                    | евреи                                     | евреи                                     |                                           |                                           |
| Всего                                                                                   | 36 242                                    | 60,06 %                                   | 20 576                                    | 34,1 %                                    | 2769                                      | 4,59 %                                    | 285                                       | 0,47 %                                    | 213                                       | 0,35 %                                    | 138                                       | 0,23 %                                    |                                           |                                           |

В 2018 году 16,8 % населения района было в возрасте моложе трудоспособного, 53,4 % — в трудоспособном, 29,8 % — старше трудоспособного. В 2017 году коэффициент рождаемости составил 10,6 на 1000 человек, коэффициент смертности — 18 (средние коэффициенты рождаемости и смертности по Витебской области — 9,6 и 14,4, по Республике Беларусь — 10,8 и 12,6). В 2017 году в районе родилось 395 и умерло 667 человек. Сальдо внутренней миграции отрицательное (в 2017 году — −35 человек).
В 2017 году в районе было заключено 259 браков (7 на 1000 человек, один из самых высоких показателей в Витебской области) и 84 развода (2,3 на 1000 человек, один из самых низких показателей в Витебской области); средние показатели по Витебской области — 6,4 и 3,4 на 1000 человек, по Республике Беларусь — 7 и 3,4 на 1000 человек соответственно.

## Экономика
Средняя зарплата в районе составляет 88,9 % от среднего уровня по Витебской области (2017 год). В 2017 году в районе было зарегистрировано 197 микроорганизаций и 27 малых организаций. В 2017 году 8,5 % организаций района были убыточными (в 2016 году — 7,9 %). В 2015—2017 годах в реальный сектор экономики района поступило 5,4 млн долларов иностранных инвестиций (100 % из них — прямые). В 2017 году предприятия района экспортировали товаров на сумму 58,64 млн долларов, импортировали на 8,38 млн долларов (сальдо — 50,26 млн долларов).
Выручка предприятий и организаций района от реализации продукции, товаров, работ, услуг за 2017 год составила 215,6 млн рублей (около 108 млн долларов), в том числе 25,4 млн рублей пришлось на сельское, лесное и рыбное хозяйство, 76,2 млн на промышленность, 14,6 млн на строительство, 77,3 млн на торговлю и ремонт.

### Промышленность
В районе действует более 100 предприятий и организаций, из них 17 приходятся на промышленный сектор.
Расположены:
- крупнейший в СНГ молочно-консервный комбинат (более 700 человек),
- крупнейший в Белоруссии комбикормовый завод,
- Глубокский мясокомбинат,
- Плисский льнозавод в Подсвилье (банкрот с 2017 года[35]),
- Подсвильский завод пищевых продуктов,
- КУП «Подсвильский винзавод»[36],
- ОАО «Мосарский льнозавод»[36],
- КПУП «Глубокская типография»[36],
- Глубокский хлебозавод (филиал ОАО «Витебскхлебпром»)[36].

В 2018 году в промышленности района было занято 2,7 тысяч человек. Предприятия Глубокской области производят более 50 % молочных консервов в Витебской области, 17 % мяса и мясопродуктов, 12 % колбасных изделий и сыров, 7 % масла сливочного.

### Сельское хозяйство
Аграрный комплекс включает 27 сельскохозяйственных предприятий всех форм собственности (4,5 тыс. работающих).
Под зерновые культуры в 2017 году было засеяно 17,6 тыс. га пахотных площадей, под кормовые культуры — 20,2 тыс. га, под лён — 0,7 тыс. га. Валовой сбор зерновых и зернобобовых в 2017 году составил 45,9 тыс. т (средняя урожайность — 26,2 ц/га), сбор льноволокна составил 817 т.
На 1 января 2018 года в сельскохозяйственных организациях района (без учёта фермерских и личных хозяйств населения) содержалось 42,1 тыс. голов крупного рогатого скота (в том числе 14,1 тыс. коров),21,8 тыс. свиней, 244,6 тыс. голов птицы. За 2017 год было произведено 6136 т мяса (в убойном весе) и 56 905 т молока. Поголовье дойных коров в Глубокском районе самое большое в Витебской области, а по производству молока район находится на четвёртом месте в области, а также 52,6 млн яиц (третье место в Витебской области).

### Строительство
Строительный комплекс района включает 8 строительных и ремонтно-строительных организаций.

### Транспорт
На территории района проходят автодороги:
- «Полоцк-Молодечно»
- «Полоцк-Вильнюс»
- «Браслав-Бегомль»

## Здравоохранение
В 2017 году в учреждениях Министерства здравоохранения Республики Беларусь насчитывалось 69 практикующих врачей (18,7 в пересчёте на 10 тысяч человек; средний показатель по Витебской области — 37, по Республике Беларусь — 40,5) и 362 средних медицинских работника. В лечебных учреждениях района насчитывалось 233 больничных койки (63 в пересчёте на 10 тысяч человек; средний показатель по Витебской области — 80,5, по Республике Беларусь — 80,2). По обеспеченности населения врачами район находится на предпоследнем месте в Витебской области, опережая только Докшицкий район (16,2 на 10 тысяч человек).

## Культура и образование
В районном центре расположен Глубокский историко-этнографический музей с 12,1 тыс. музейных предметов основного фонда. В 2016 году музей посетили 33,3 тыс. человек (по этому показателю музей находится на шестом месте в Витебской области). Наиболее ценными экспонатами музея считаются картины белорусского художника Язепа Дроздовича. У музея есть филиал — Культурно-дендрологический комплекс деревни Мосар (парк, созданный в 1990-е — 2000-е ксендзом Юозасом Булькой и прихожанами костёла святой Анны).
В 2017 году в районе действовало 21 учреждение дошкольного образования (включая комплексы «детский сад — школа») с 1312 детьми. В 2017/2018 учебном году действовало 19 учреждений общего среднего образования, в которых обучалось 3760 учеников. Учебный процесс в школах обеспечивали 633 учителя.
В Глубокое расположен музей авиаконструктора П. О. Сухого в ГУО «Городокская средняя школа № 1 имени П. О. Сухого».
В Озерцы расположен музей этнографии.
В Глубокое действует народный театр фольклора «Цярэшка».

## События и мероприятия
- Фестиваль «Дударскі рэй» в Глубокое и Глубокском районе
- Фестиваль «Вішнёвы фэст» в Глубокое[49][50][51]

## Религия
По состоянию на начало 2019 года в Глубокском районе зарегистрировано 19 православных и 12 католических общин, а также по одной общине евангельских христиан-баптистов, мусульман, свидетелей Иеговы, старообрядцев, христиан веры евангельской (пятидесятников), христиан полного Евангелия. При общинах действует 12 католических воскресных школ с 360 учащимися, 6 православных воскресных школ с 280 учащимися, 1 баптистская воскресная школа с 10 учащимися. Действуют по одному католическому и православному монастырю с 2 и 9 монахами соответственно.

## Достопримечательности
- У деревни Сахновичи на берегу озера Гиньково находится единственная в Беларуси карстовая пещера
- В хуторе Саннички, примыкающему к деревне Сахновичи, сохранился деревянный усадебный дом начала XX века
- Глубокский дендрологический сад в Глубокое — памятник природы республиканского значения
- Римско-католическая церковь Св. Троицы (1764—1782, 1902—1908) в Глубокое
- Римско-католическая часовня св. Ильи (конец XVIII в.) в Глубокое
- Мемориальная колонна в честь Конституции Речи Посполитой 3 мая 1791 года (1791) в Глубокое
- Католическая церковь Св. Анны (1792), принадлежала иезуитам, в Мосар
- Католический храм Непорочного Зачатия Пресвятой Девы Марии в Удело
- Католический храм Вознесения Девы Марии в Прозороки
- Свято-Петро-Павловская церковь и Березвечский базилианский монастырь (1638), в настоящее время в монастыре расположена исправительная колония № 13 (особого режима).
- Комплекс бывшего монастыря кармелитов (XVII—XVIII вв., середина XIX в.) в Глубокое
  - Кафедральный собор в честь Рождества Пресвятой Богородицы (1639—1654). Главная святыня собора — икона Богородицы Достойно есть (подарок афонских иноков)
  - Входная дверь и декоративная галерея по периметру церкви
  - Монастырь кармелитов (XVII—XIX вв.)
  - Ограждение с брамой
- Католический храм Вознесения Христова (первая половина XIX века) в Дерковщина
- Католический храм св. Девы Марии в Мнюто 2
- Церковь Св. Параскевы Пятницы (1887) в Черневичи
- Католический храм Св. Иоанна Крестителя в Черневичи
- Янова криница — лечебный источник в Черневичи
- Католический храм св. Яна в Прошково
- Костёл Сердце Иисуса (1990) в Подсвилье
- Географический центр Европы расположен на западной окраине д. Ивесь, рядом с берегом одноимённого озера Ивесь. Место, где он находится, обозначено валуном, а также геодезическим знаком в форме пирамиды. Рядом установлен информационный стенд.
- Церковь св. Иоанна Предтечи (1873) в Бобруйщина
- Католический храм св. Иосафата в Константиново
- Православная Успенская церковь (1748) в Ковали
- Спасо-Преображенская церковь (начало XX века) в Верхнее
- Крестовоздвиженская церковь (начало XX века) в Забелье
- Мемориальный комплекс «Борок» (1964), посвящён памяти 27 тыс. советских и итальянских военнопленных — жертв фашистского концлагеря в Березвечье

### Памятник, скульптура
- Памятный знак Язепу Дроздовичу. Установлен накануне 130-летия со дня рождения, на месте рождения — в бывшем застенке Пуньки, 10 октября 2018 года.

### Памятники природы
- Глубокский дендрологический сад — памятник природы республиканского значения

## Галерея
- Глубокский дендрологический сад
- Кафедральный собор в честь Рождества Пресвятой Богородицы в Глубокое
- Монастырь кармелитов в Глубокое
- Римско-католическая церковь Св. Троицы в Глубокое
- Мемориальная колонна в честь Конституции Речи Посполитой 3 мая 1791 года в Глубокое
- Католический храм Вознесения Девы Марии в Прозороки
- Католический храм Вознесения Христова в Дерковщина
- Церковь Св. Параскевы Пятницы в Черневичи
- Католический храм Св. Иоанна Крестителя в Черневичи
- Часовня над Яновой криницей в Черневичи
- Католический храм св. Яна в Прошково
- Костёл Сердце Иисуса в Подсвилье
- Церковь Святой Анны в Мосар
- Церковь св. Иоанна Предтечи в Бобруйщина
- Католический храм св. Иосафата в Константиново
- Православная Успенская церковь в Ковали
- Спасо-Преображенская церковь в Верхнее
- Крестовоздвиженская церковь в Забелье
- Пейзаж у городища Латыгали

## Преступность и пенитенциарная система
В 2017 году в районе было зарегистрировано 293 преступления, или 789 на 100 тысяч человек (средний показатель по Витебской области — 871).
В Глубоком, в комплексе зданий Березвечского базилианского монастыря XVII века, расположена исправительная колония № 13 (ИК-13) Департамента исполнения наказаний МВД Республики Беларусь.